# Badminton-Europapokal 1987
Die 10. Auflage des Badminton-Europapokals fand 1987 im österreichischen Villach statt. In dem bekannten Wintersportort setzte sich Triton Aalborg, der Überraschungsmeister aus Dänemark, im Finale gegen den Dauerfinalisten BMK Aura aus Schweden mit 4:3 durch. Im Halbfinale schieden wie im Vorjahr der isländischen Vertreter TB Reykjavík und der niederländische Vertreter BC Duinwijck aus.

## Die Ergebnisse
| Gruppe A                              |     |                                       |
| Headingley BC                         | 6–1 | Sandefjord BK                         |
| TV Mainz-Zahlbach                     | 3–4 | SAC Omsk                              |
| Headingley BC                         | 5–2 | TV Mainz-Zahlbach                     |
| SAC Omsk                              | 7–0 | Sandefjord BK                         |
| TV Mainz-Zahlbach                     | 4–3 | Sandefjord BK                         |
| SAC Omsk                              | 3–4 | Headingley BC                         |
| Gruppe B                              |     |                                       |
| TB Reykjavík                          | 5–2 | BK Smash Helsinki                     |
| BC Olve                               | 5–2 | CYM Dublin                            |
| BK Smash Helsinki                     | 5–2 | BC Olve                               |
| CYM Dublin                            | 1–6 | TB Reykjavík                          |
| TB Reykjavík                          | 6–1 | BC Olve                               |
| BK Smash Helsinki                     | 4–3 | CYM Dublin                            |
| Gruppe C                              |     |                                       |
| BC Duinwijck                          | 6–1 | BC Olympic Lausanne                   |
| ASKÖ Landskron                        | 3–4 | County BC                             |
| County BC                             | 2–5 | BC Duinwijck                          |
| BC Olympic Lausanne                   | 4–3 | ASKÖ Landskron                        |
| County BC                             | 6–1 | BC Olympic Lausanne                   |
| BC Duinwijck                          | 6–1 | ASKÖ Landskron                        |
| Gruppe D                              |     |                                       |
| BMK Aura                              | 7–0 | BK Ježica                             |
| Centro Recreativo Estrelas da Avenida | 4–3 | Amicale Sportive d’Evry               |
| Amicale Sportive d’Evry               | 0–7 | BMK Aura                              |
| BK Ježica                             | 5–2 | Centro Recreativo Estrelas da Avenida |
| Amicale Sportive d’Evry               | 2–5 | BK Ježica                             |
| BMK Aura                              | 7–0 | Centro Recreativo Estrelas da Avenida |
| Playoff                               |     |                                       |
| Triton Aalborg                        | 6–1 | Headingley BC                         |
| Halbfinale                            |     |                                       |
| Triton Aalborg                        | 7–0 | TB Reykjavík                          |
| BMK Aura                              | 4–3 | BC Duinwijck                          |
| Finale                                |     |                                       |
| Triton Aalborg                        | 4–3 | BMK Aura                              |